# Cynometra ankaranensis
Cynometra ankaranensis är en ärtväxtart som beskrevs av Du Puy och Raymond Rabevohitra. Cynometra ankaranensis ingår i släktet Cynometra, och familjen ärtväxter. Inga underarter finns listade i Catalogue of Life.